# Queenslandophilus sjoestedti
Queenslandophilus sjoestedti är en mångfotingart som först beskrevs av Karl Wilhelm Verhoeff 1925.  Queenslandophilus sjoestedti ingår i släktet Queenslandophilus och familjen storjordkrypare. Inga underarter finns listade i Catalogue of Life.